# Akhbar Majmua
Akhbar majmua (àrab: اخبار مجموعة, Aẖbār majmūʿa, ‘Notícies recollides' o, més lliurement, ‘Recull de notícies') és una crònica anònima escrita en àrab que relata la conquesta de l'Àndalus pels àrabs, durant el període de l'emirat dependent i de l'emirat independent omeia fins a Abd-ar-Rahman III. El descobriment del Múqtabis d'Ibn Hayyan, que relata els mateixos fets més àmpliament, ha fet que hagi perdut interès històric.